# 林宜豊
林宜豊（音同「禮」，1977年2月25日—）是中華民國政治人物，碩士學歷，雲林麥寮鄉人，月光下友善農場執行長，台灣民眾黨籍，雲林縣黨部副主任委員。

## 政治活動
- 林宜豊認為「政治人物不能因為六輕回饋的金額過於龐大而見獵心喜，而忽略了施政[2]」。
- 其妻郭慧蟬和許碩彥、吳子瑋、陳宏瑋等人建立月光下友善農場，林宜豊擔任執行長，主打麥寮小麥相關產品[3][4]。
- 2022年以無黨籍身分參選麥寮鄉鄉長，當時五人參選，選前民調由民主進步黨籍許忠富、中國國民黨籍林建鴻和無黨籍林宜豊等3人領先，最後由無黨籍蔡長昆勝選麥寮鄉鄉長，得票率不到25%。本次林宜豊以12.95%落敗[1]。
- 由於麥寮鄉鄉長蔡長昆在選舉時涉嫌賄選，經臺灣高等法院臺南分院判決當選無效定讞，即刻解職[5]，於2024年4月13日舉辦補選。由於台灣民眾黨在總統票部分拿到34%、政黨票也高於平均、麥寮年輕人口等原因，林宜豊獲台灣民眾黨提名，再度參選[6]。黨內幹部認為，由於缺乏組織、當地利益結構的複雜性，本次選舉敗選[7]。

## 選舉紀錄
| 年度 | 選舉屆數               | 選舉區       | 所屬政黨   | 得票數 | 得票率 | 當選標記 | 備註 |
| ---- | ---------------------- | ------------ | ---------- | ------ | ------ | -------- | ---- |
| 2022 | 第十九屆麥寮鄉鄉長選舉 | 雲林縣麥寮鄉 | 無黨籍     | 3,314  | 12.95% |          |      |
| 2024 | 第十九屆麥寮鄉鄉長補選 | 雲林縣麥寮鄉 | 臺灣民眾黨 | 2,048  | 11.05% |          |      |

## 外部連結
- 林宜豊的Facebook專頁